# 亚历山大史事
《亚历山大史事》（希臘語：Περὶ Ἀλέξανδρον ἱστορίαι）是西元前4世紀希臘化時代作家克來塔卡斯的著作，記載亞歷山大大帝的生與死，今已散佚。此書仍有30段文字散見於其它書籍，稱為通俗本（英語：The Vulgate），以這些片段為來源寫成的作品則稱為「通俗傳統」（英語：The Vulgate Tradition），包括西西里的狄奧多羅斯著作《歷史叢書》、昆圖斯·庫爾提烏斯·魯福斯著作《亞歷山大大帝史》等。
《亚历山大史事》約在西元前309年至前301年的某個時間點完成，是當時以亞歷山大為主題的書籍中最受歡迎的作品。此書視角獨特，描述亞歷山大的心理傾向與手下士兵的生活細節，從今日來看很有價值。不過，此書仍被後世學者視為不可靠的參考文獻。學者認為，克來塔克斯寫了一個有趣的故事，但非可信的歷史紀錄。如阿里安就在《亞歷山大遠征記》中刻意挑戰克來塔克斯的通俗傳統，讓《遠征記》成為現代學者評價甚高的重要文獻。

## 起源
有學者認為，《亚历山大史事》是在亞歷山卓寫成，可能是在托勒密一世下令將亞歷山大大帝遺體遷至埃及後開始撰寫，並在前309年至前301年之間的某個時間點完稿。此一說法受到幾位古代歷史學家支持，而他們的參考來源則是托勒密一世於西元前4世紀晚期的作品。在這部作品中，托勒密一世糾正克來塔克斯的筆誤。但隨著《俄克喜林庫斯書卷》出土，上述說法也受到質疑。